# Frančišek (luna)
Frančišek je Uranov notranji nepravilni satelit. 

## Odkritje in imenovanje
Luno Frančišek so odkrili Matthew J. Holman, John J. Kavelaars, Dan Milisavljevic, in Brett J. Gladman 13. avgusta 2003 na posnetkih iz leta 2001. Takrat je dobila začasno oznako S/2001 U 5.
Uradno ime je  dobila po osebi iz Shakespearjeve igre Vihar. 
Luna je znana je tudi kot  Uran XXII.